# LIVE IN LIVING '10
『LIVE IN LIVING '10』は、2010年8月3日に発売された羊毛とおはなの6作目のスタジオ・アルバムである。

## 解説
通算6作目、"LIVE IN LIVING"シリーズのフルアルバムとしては4作目の作品である。初回限定特典として、初のDVDである「LIVE OUT LIVING ～リビングを飛び出して、耳をすまそう～」のダイジェスト映像を収録したDVDが付属する。
"LIVE IN LIVING"シリーズは、その名の通り、リビングルームでライブをしているかのような作品をテーマとしたもので、今作では、歌とギターに加えて、家にあるものを楽器として使用してライブ録音されている。また、カバー曲を多く含むことも特徴であり、本作は洋楽3曲、邦楽1曲の計4曲のカバーを含んでいる。

## 収録曲
1. プロペラ プレイン
  - 作詞：BABIN COY NELSON/千葉はな/市川和則、作曲：SELTMANN SALLY MARY
2. Sir Duke
  - 作詞・作曲：スティーヴィー・ワンダー
  - スティーヴィー・ワンダーの曲のカバー
3. クラフトタイム
  - 作曲：市川和則
  - インスト
4. 空が白くてさ
  - 作詞・作曲：市川和則、編曲：鈴木惣一朗
  - 映画『さんかく』主題歌
5. ずっと ずっと ずっと
  - 作詞・作曲：千葉はな
6. Mr.アンブレラ
  - 作詞：千葉はな、作曲：塚本亮
7. Ice Cream Man
  - 作詞・作曲：トム・ウェイツ
  - トム・ウェイツの曲のカバー
8. Desperado
  - 作詞・作曲：グレン・フライ、ドン・ヘンリー
  - イーグルスの曲のカバー
9. Zizz
  - 作曲：市川和則
  - インスト
10. あくび猫(縁側バージョン)
  - 作詞・作曲：千葉はな
  - NHK「みんなのうた」放送曲
11. 少年時代
  - 作詞：井上陽水、作曲：井上陽水・平井夏美
  - 井上陽水の曲のカバー